# Тарасов, Владимир Борисович
Влади́мир Борисович Тара́сов (род. 26 августа 1954, Москва) — поэт, литературный критик.

## Биография
Родился 26 августа 1954 года Владимиром Вячеславовичем Паниным, но в 1956 году был усыновлён Борисом Тарасовым. Жил и учился в Москве. С 10 января 1974 года гражданин Государства Израиль, что ему, однако, не помешало через несколько лет посвятить свою жизнь русскоязычной словесности.
В 1987 и 1989 годах — редактор литературного альманаха «Саламандра» (совместно с С. Шаргородским), вышло два номера.
В 1993—1994 годах — редактор иерусалимского вестника культуры «Слог» (совместно с И. Малером и И. Зунделевичем), вышло три номера.
Стихи и проза печатались в журналах «Воздух», «Солнечное сплетение», «Двоеточие», «Зеркало», «22», «Континент», «Стетоскоп», «Радуга» и др.; в разнокалиберных антологиях и альманахах: «Освобожденный Улисс», «Журнал наблюдений», «Саламандра», «Скопус-2» и др.
Редактор журнала «Поэтические сборники Знаки ветра». Книги В. Тарасова печатаются также издательством ИВО. В настоящее время существует только в сетевой версии и не пополняется.
Живёт в Нагарии.